# Skansenberget

Skansenberget är ett berg på Djurgården i Stockholm som ligger inom friluftsmuseet Skansen. Berget är med sina 46 meter över havet södra Djurgårdens högsta punkt.
Skansenberget är intimt förknippat med friluftsmuseet Skansen som hade sin början i ett område kring berget. På våren 1891 fick Artur Hazelius köpa en bit mark uppe på Skansenberget och redan på hösten samma år öppnades Skansen för allmänheten.
Högsta byggnad på Skansenberget är tornet Bredablick. Nedanför bergets norra sida finns bland annat Skånska gruvan och villan Sirishov och nedanför bergets västra sluttning ligger Skansens gamla huvudingång, Hazeliusporten med Skansens bergbana upp till Skansenberget. 

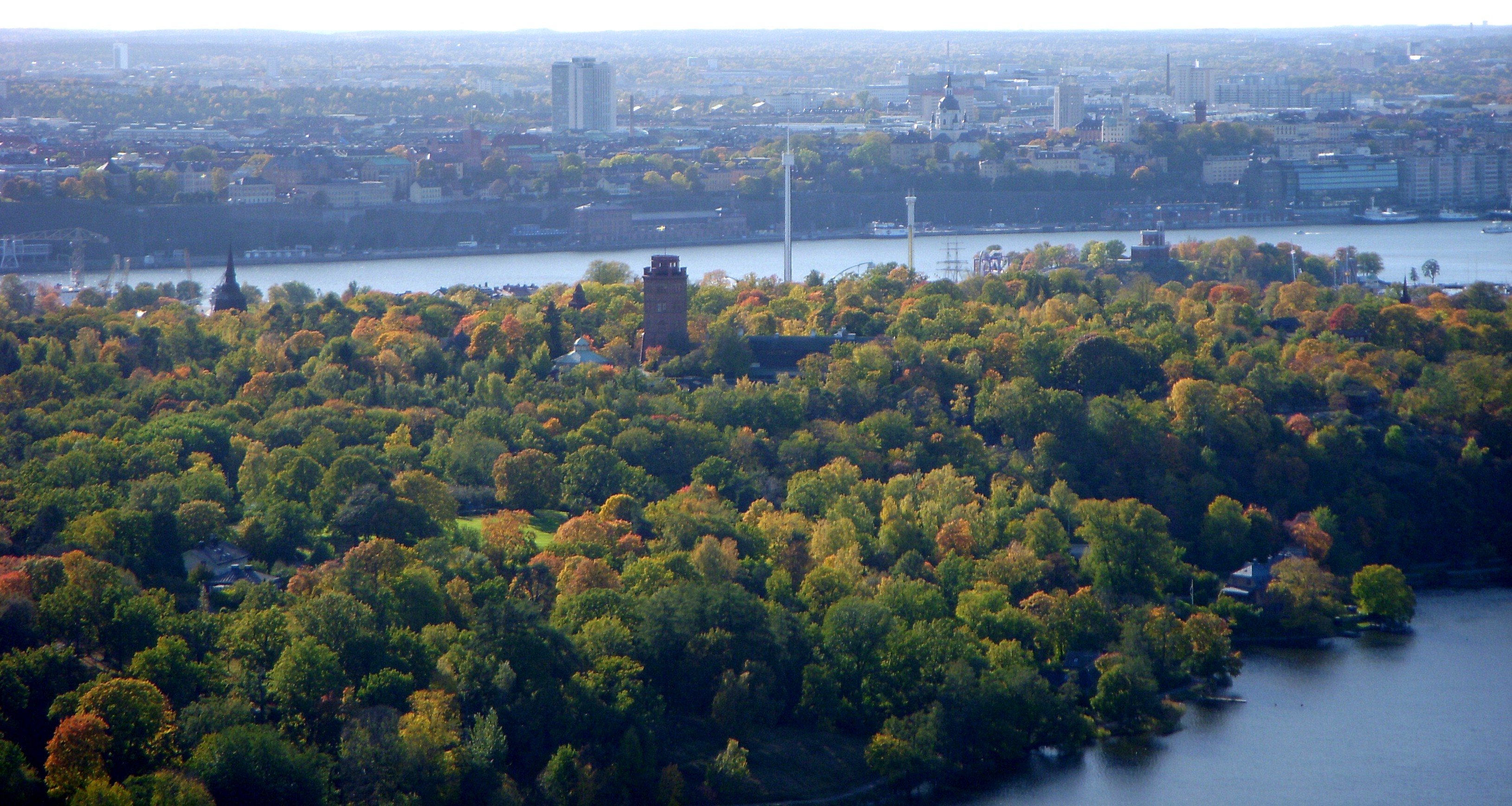
Skansenberget sett från Kaknästornet i oktober 2009. I bildmitt syns tornet Bredablick och bakom den skymtar nöjesparken Gröna Lund. I bakgrunden syns Södermalm med Skatteskrapan och Katarina kyrka.